# Kormos púposszövő
A kormos púposszövő (Gluphisia crenata) a púposszövőfélék családjába tartozó, Eurázsiában honos éjjeli lepkefaj. 

## Megjelenése
A kormos púposszövő szárnyfesztávolsága 2,8-3,5 cm. Feje szürkésbarna, tora sötétbarna, potroha sárgásan gyűrűzött. Elülső szárnyának alapszíne szürkésbarna, a két vékony, barna harántvonal közötti tér vöröses- vagy sárgásszürke; utóbbiban kis, elmosódott szélű, sárgás folt lehet. A szárnyszegély mellett sötétbarna, szaggatott szegélyvonal található, amelyet belülről világos árnyéksáv kísér. A hátulsó szárny töve és közepe szürkéssárga, rajta szürke, elmosódó, egyenletes harántsáv húzódik keresztül. Széles szegélye szürke. A szárnyak fonákja szürkésbarna, a rojt szürkésbarna vagy sárgásbarna. A nőstények kisebbek és sokkal világosabb színűek.
Változékonysága nem számottevő.
Petéi lapítottak, zöldes színűek, a nőstény kisebb csoportokban helyezi el őket a levelekre.   
Kifejlett hernyója sárgászöld, púpja nincs. Hátán két sárga vonal fut végig, közöttük a 2., valamint 6-12. szelvények elülső szegélyén sötétvörös foltok sorakoznak. Bábja fekete, fénytelen. 

### Hasonló fajok
Magyarországon nem él másik, hasonló faj. 

## Elterjedése
Eurázsiában honos Észak-Spanyolországtól egészen Japánig. Európában főleg délen és Közép-Európában fordul elő. Magyarországon a sík- és dombvidékeken szórványosan mindenütt előfordulhat, helyenként gyakori.  

## Életmódja
Nedvesebb lomberdőkben, ligeterdőkben, ártéri erdőkben, égerligetekben, lápokon él.   
Évente két nemzedéke nő fel, imágóit április-júniusban és július-szeptemberben lehet látni. Éjjel aktív, a mesterséges fény vonzza. Hernyója nyárfák, ritkábban füzek leveleivel táplálkoznak. Bábként telel át. 

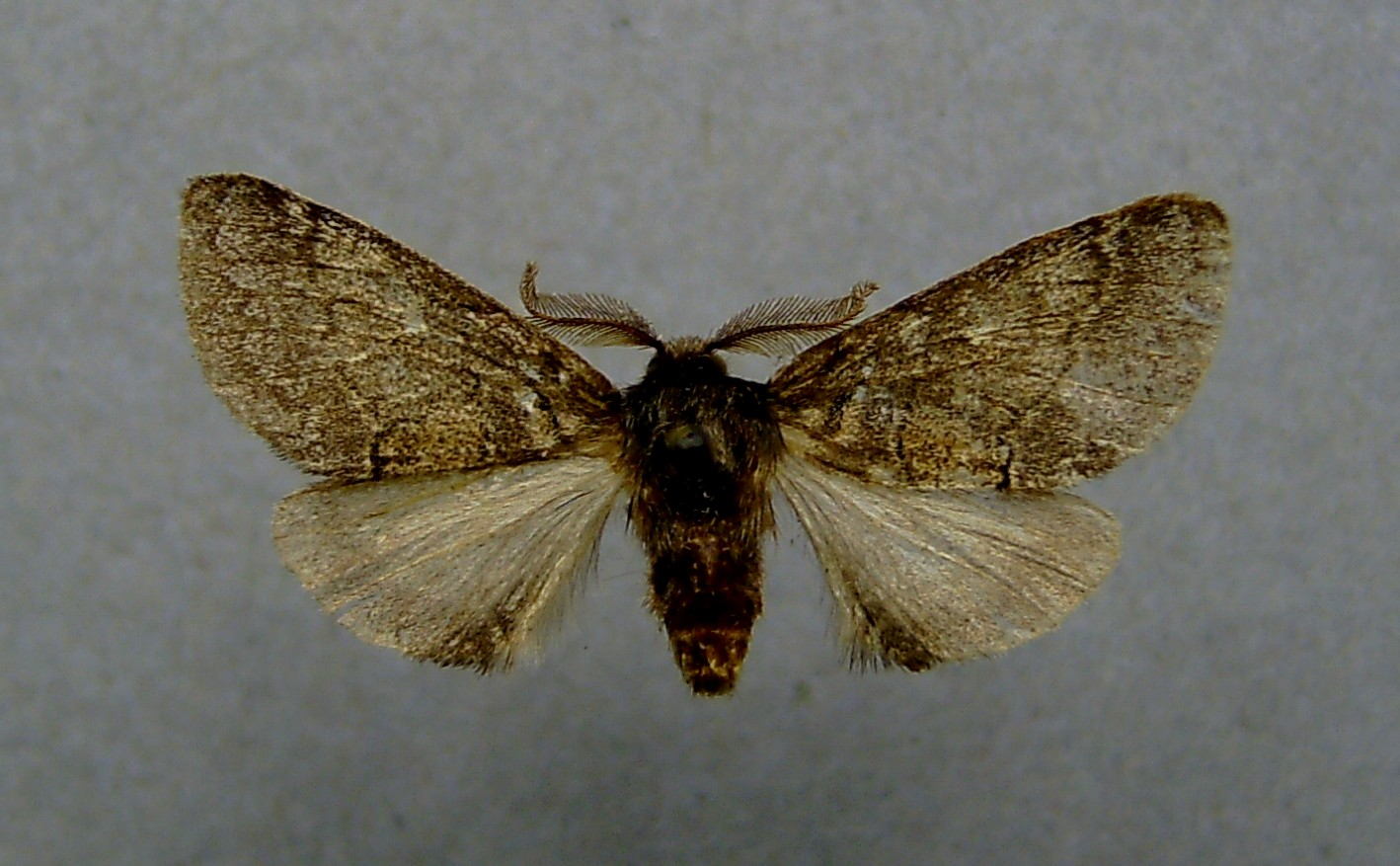
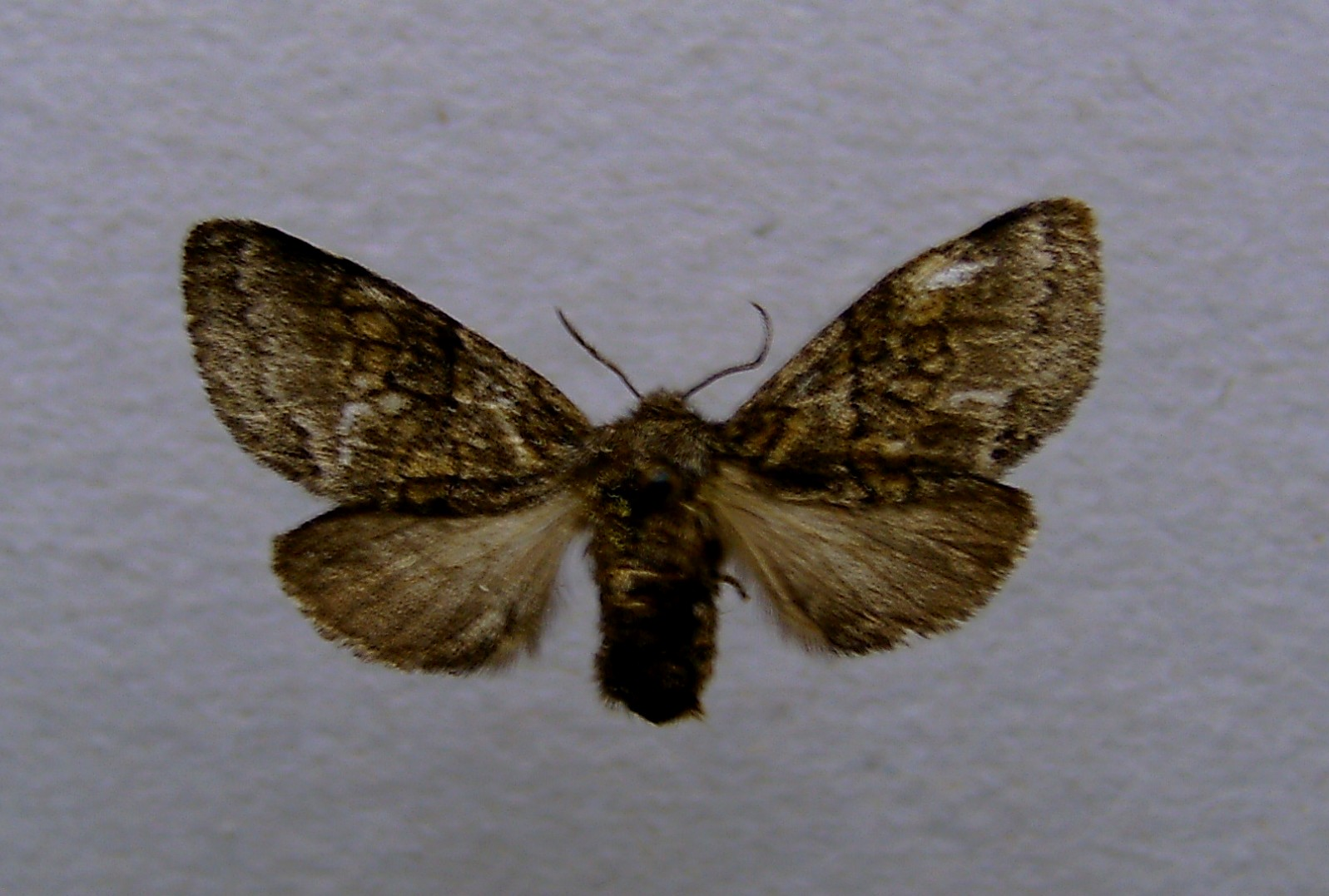
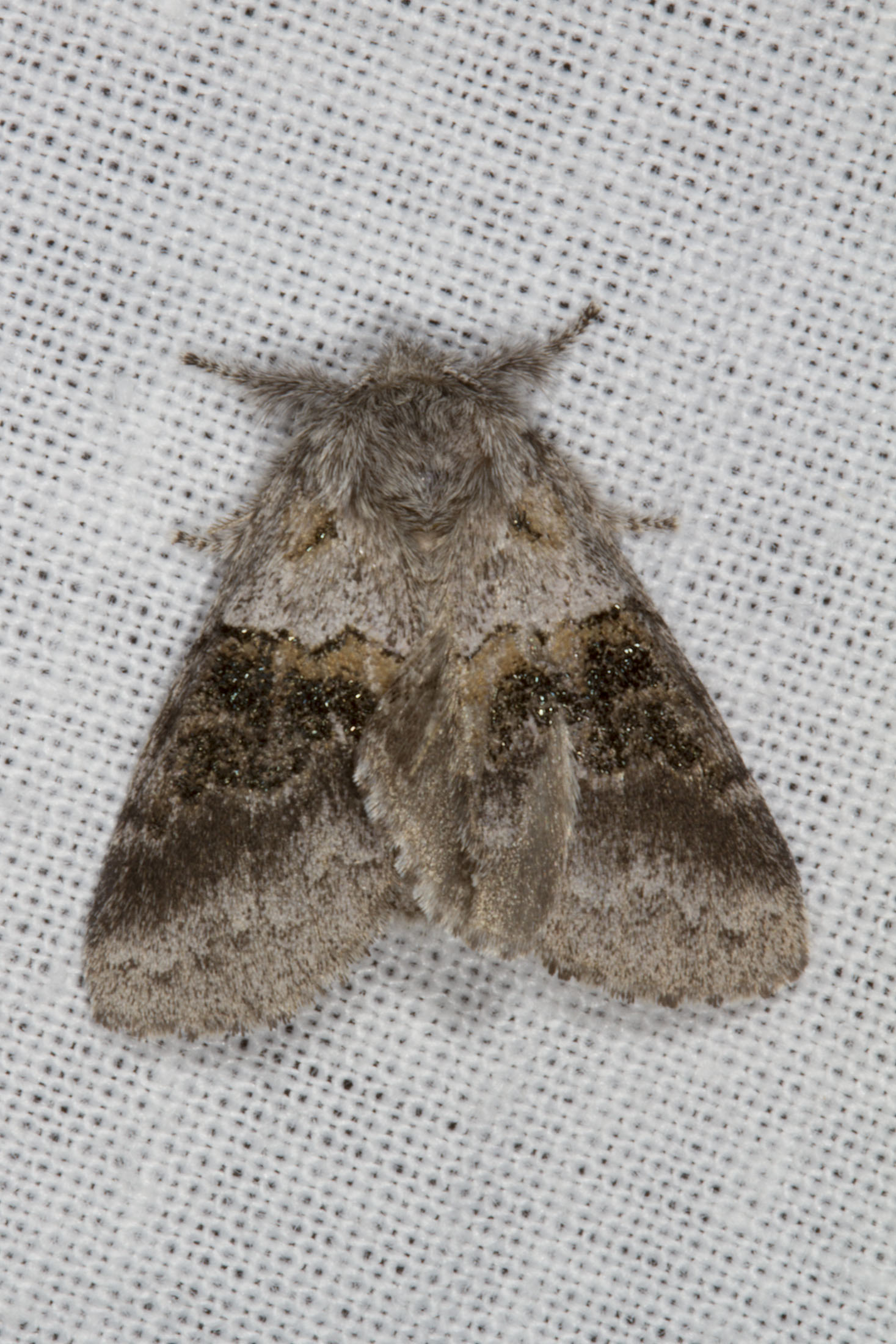
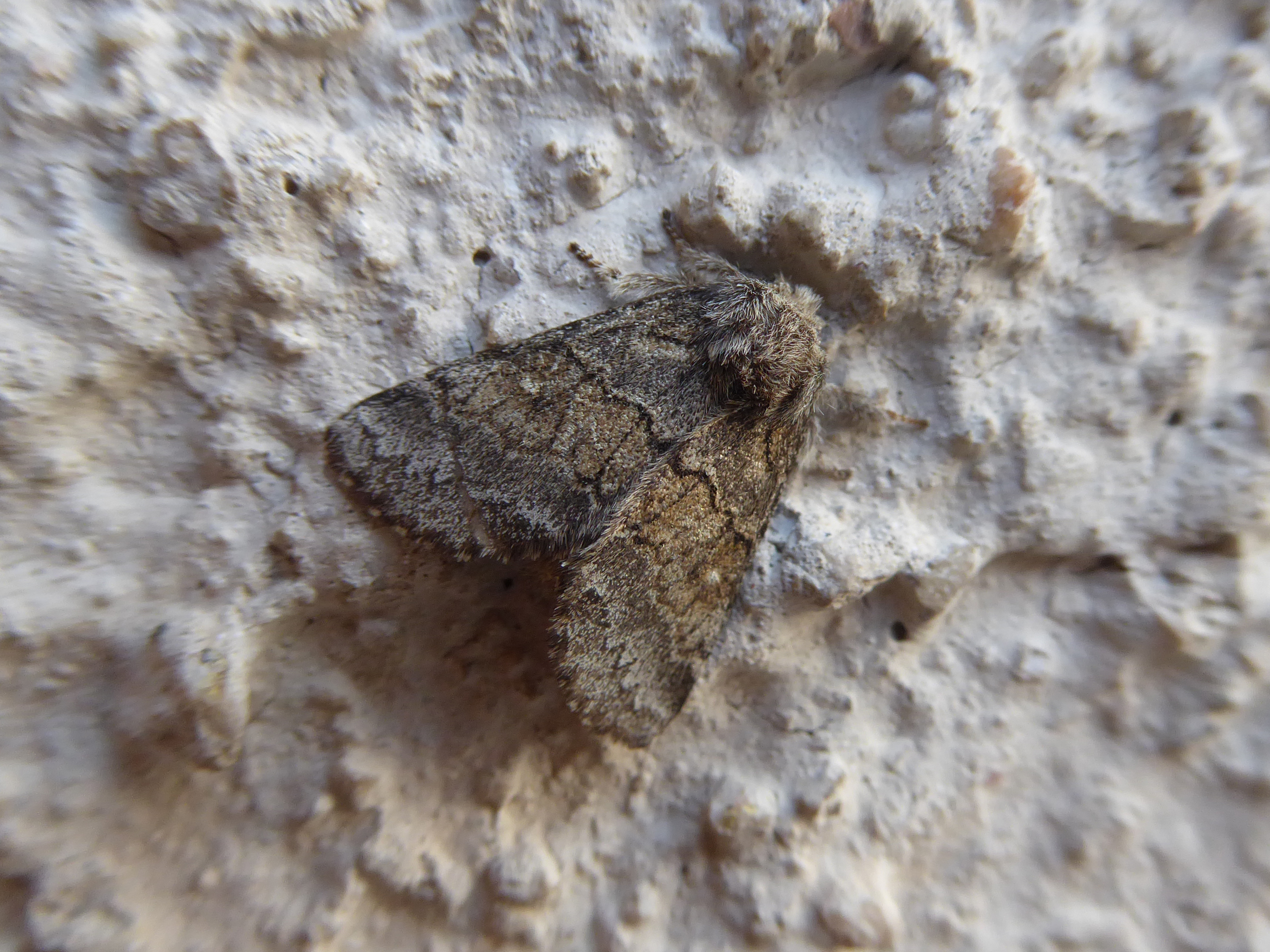
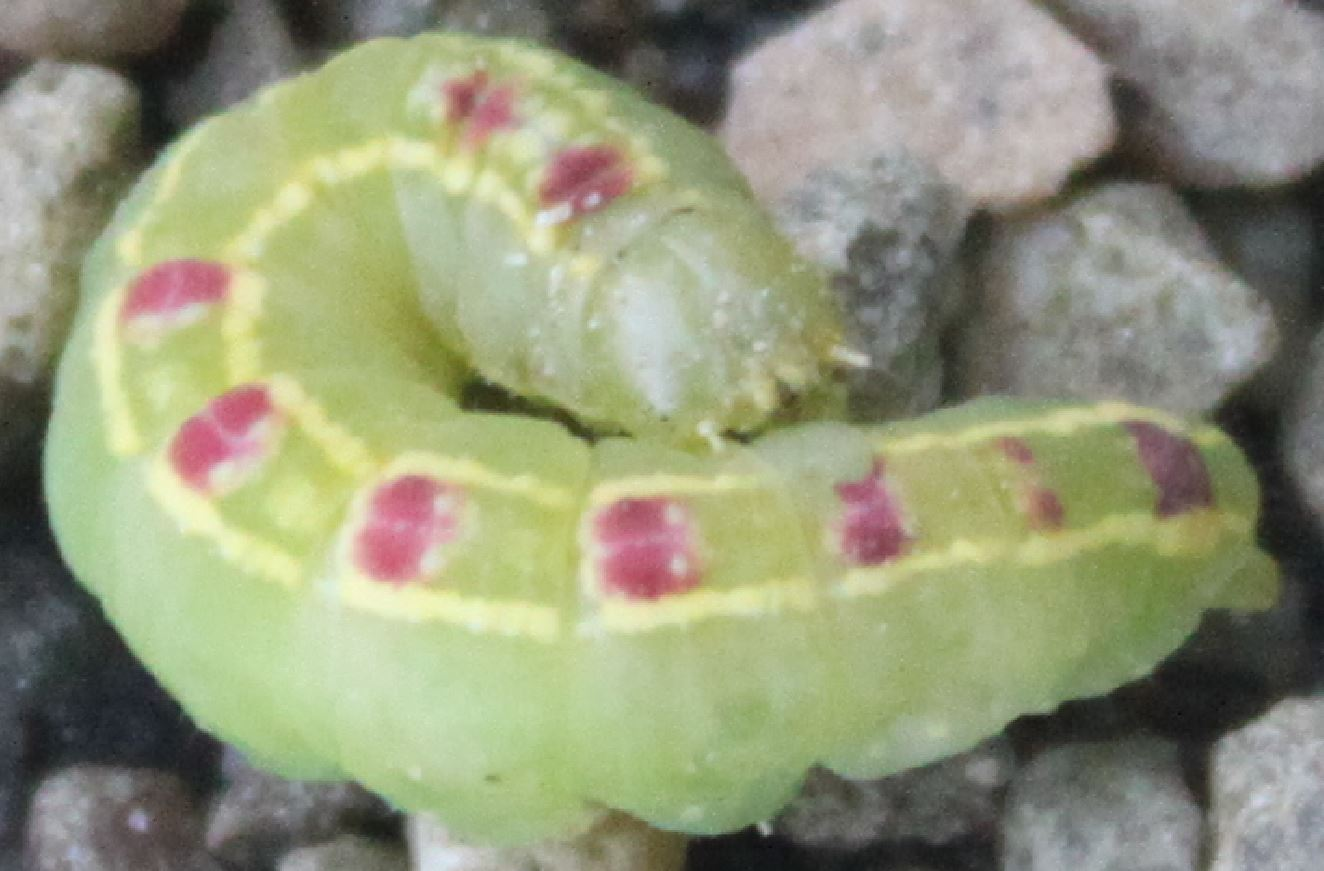

Magyarországon nem védett.